# Libanja (potok)
Libánja je levi pritok Drave pri Obrežu v skrajnem vzhodnem delu Slovenskih goric. Izvira v gozdnati grapi na južni strani glavnega razvodnega slemena v vasi Ilovci in teče bolj ali manj proti jugu skozi Miklavž pri Ormožu, Šalovce in Loperšice. Pri tej vasi vstopi v ravnino ob Dravi, zavije proti jugovzhodu in se nekoliko niže izliva v mrtvi rokav Drave. Iz bližnjega gričevja se vanj steka več manjših potokov, med katerimi je največji Humec z desne strani.
V zgornjem toku teče potok po razmeroma ozki dolini z ravnim, mokrotnim dnom, ki postaja dolvodno od Miklavža postopoma vse širše in v nekaterih delih še vedno precej mokrotno ter izpostavljeno poplavam. Zaradi tega je ostalo dolinsko dno neposeljeno, posamične kmetije so odmaknjene na nekoliko višji svet na obrobju doline.
Struga potoka je v zgornjem toku nad Miklavžem ostala v naravnem stanju, prav tako na odseku med Šalovci in Loperšicami, kjer drobno vijuga med travniki in manjšimi logi. V srednjem delu pod Miklavžem je struga regulirana, tu segajo njivske površine prav do umetne struge, ob kateri ni nobenega obvodnega grmovnega in drevesnega rastja. Tudi v spodnjem toku pod Loperšicami je potok reguliran in teče po umetni strugi vse do izliva.
Zaradi mokrotnosti in poplav je bila dolina v preteklosti neposeljena, ob potoku je bilo le nekaj manjših kmečkih mlinov pri Šalovcih in Loperšicah. Na starih zemljevidih ima potok različna imena: na jožefinskem vojaškem zemljevidu se imenuje Jerhosna Bach, Dulebska Bach in Leprechicki Potok, na franciscejskem zemljevidu pa Libonia Bach. Tudi izvor slovenskega imena ni povsem pojasnjen, možni izvor je iz nekega osebnega imena Ljub-.
Zgornji tok Libanje je vključen v Krajinski park Jeruzalemsko - ormoške gorice, v spodnjem toku je potok zahodna meja naravnega rezervata Koračica, ki je pomemben kot primer ohranjenega nižinskega gozda črne jelše in belega gabra, in je hkrati vključen tudi v območje Natura 2000 (Obrež).